# Gilbert Laffaille
Pour les articles homonymes, voir Lafaille.
 (novembre 2023).
Si vous disposez d'ouvrages ou d'articles de référence ou si vous connaissez des sites web de qualité traitant du thème abordé ici, merci de compléter l'article en donnant les références utiles à sa vérifiabilité et en les liant à la section « Notes et références ».
Gilbert Laffaille est un auteur-compositeur-interprète français, né à Paris le 25 avril 1948.

## Biographie
Gilbert Laffaille est né en 1948 à Paris. D'origine ariégeoise du côté paternel (Tarascon-sur-Ariège) et corse du côté maternel, il passe son enfance à Neuilly-sur-Seine, ville dont il ne gardera pas un bon souvenir (d'où sa chanson Neuilly Blues).
Il fait des études de lettres modernes à l'université de Nanterre et devient professeur de français en 1971. Il enseigne quelques années à l'École active de Saint-Cloud puis découvre le monde en travaillant dans l'agence de voyage Asie Tours : il est accompagnateur touristique en Indonésie, au Moyen-Orient et en Extrême-Orient. Un souvenir de ces voyages se retrouve dans sa chanson Petites filles de Chiang-Maï (1983), évocation sensible du tourisme sexuel.
Il commence sa carrière d'auteur-compositeur-interprète en présentant ses premières chansons au cabaret Chez Georges, dans le Quartier latin à Paris. Ces chansons ne sont pas enregistrées et abandonnées par la suite. Il se fait connaître quelques années plus tard au Centre américain du boulevard Raspail à Paris, lors des soirées Hootenanny organisées par Lionel Rocheman, grande scène ouverte de l'époque où débutèrent également Dick Annegarn, Hervé Cristiani, Geneviève Paris, Alan Stivell, Roger Mason, Steve Waring, Eric Kristy, les guitaristes Jack Ada et Michel Haumont et de nombreux autres artistes. Il y chante ses premières chansons connues, notamment Le Président et l'Éléphant, dont le texte moque de façon humoristique les voyages africains du président français Valéry Giscard d'Estaing. Cette chanson donne son titre à son premier album en 1977.
Gilbert Laffaille se produit au Printemps de Bourges en 1978 en première partie de Jean-Roger Caussimon. Son deuxième album reçoit le prix de l'Académie du disque français, premier d'une longue série : prix Raoul-Breton décerné par la Sacem, prix international Jeune chanson, prix de la presse internationale, grand prix du festival de Spa en Belgique (1980), et en 1994 grand prix de l'Académie Charles-Cros. 
Il enchaîne les spectacles et les enregistrements (une douzaine d'albums entre 1977 et 2010) : Théâtre de la Ville de Paris (1979, 1981, 1983), Théâtre de l'Escalier d'Or (1985), Théâtre Déjazet (1989), Théâtre Silvia Monfort (1994), Olympia (1995), Bataclan (1996), Auditorium Saint-Germain-des-Prés (1999)… 
Il signe aussi des chansons avec d'autres artistes (Tom du Mali avec Romain Didier, J'irai chanter avec Michel Fugain), et crée le « skontch », formule de spectacle mi-sketch, mi-chanson (Anomalies dans l'ego, Charlotte).
En 1989, sa carrière prend une dimension internationale avec des spectacles dans de nombreux pays : Japon, Allemagne, Autriche, Suisse, Pologne, Tchécoslovaquie, Algérie, Maroc, Tunisie, Pays-Bas, Québec, États-Unis. 
Ses chansons sont chantées par  Francesca Solleville, Véronique Pestel, le groupe Chanson Plus Bi-fluorée, Jehan, Michel Avalon, le groupe Entre-Deux-Caisses, Claude Astier, Gérard Pierron, Françoise Kucheida, Nicolas Céléguègne, le groupe Vies à Vie, Guillermina Motta (Catalogne), Alessio Lega (Italie), Barbara Talheim (Allemagne), Fernando Marques (Portugal), Christiane Stéphanski et Barbara d'Alcantara (Belgique) et au Japon par les chanteuses Aoyama Keiko et Naomi.
Il publie deux recueils de textes aux éditions Christian Pirot : La Ballade des pendules (préfacé par Claude Duneton, 1994) et La Tête ailleurs (préfacé par Philippe Delerm, 2004).
En 2005, après la disparition de son épouse, il songe un moment à arrêter la chanson. Il commence alors une série de lectures en public sur le thème de la poésie et de l'humour, notamment au Théâtre de la Vieille-Grille à Paris. Puis il publie deux albums pour la jeunesse : Comment, vous saviez pas ? avec des illustrations de Jean-Luc Allard (inspirées par sa chanson Le Gros Chat du marché), et un texte original Chacun son tour sur des illustrations d'Henri Galeron (2011).
En août 2011, il reçoit à Barjac le prix Jacques Douai, des mains de Jacques Bertin, en même temps que Nathalie Fortin qui l'accompagne au piano.
En 2013, il sort l'album Le Jour et la Nuit chez Traficom-Musik et, en novembre, il remplit la salle de l'Européen à Paris, ce qui lui permet de continuer à être programmé un peu partout en France, et en particulier en province.
En mai 2019, il publie le livre Kaléidoscope, préfacé par Philippe Delerm, aux éditions Christian Pirot, où se mêlent « chansons, sketches et morceaux de vie » commentés par lui-même. 
Les enregistrements de ses albums de 1977 à 1988 sont réédités dans un coffret de trois CD intitulé Les Beaux Débuts, sorti en 2020 chez Traficom-Musik-EPM et suivi en 2023, chez le même éditeur, du coffret de trois CD La Valse bleue regroupant ses enregistrements de 1994 à 2010.

## Son œuvre
Doté d'une grande sensibilité, Gilbert Laffaille écrit souvent des chansons où l'on sent le plaisir de faire rimer et s'entrechoquer les mots : La Faute à personne, La Ballade des pendules, Toulé poulé, Histoire d'œil, C.Q.F.D., Hamac et bananiers... Il prend également plaisir à écrire des textes ironiques ou mordants, avec lesquels il dénonce les situations qui le révoltent : Neuilly Blues, Le Président et l'Éléphant, Dents d'ivoire et peau d'ébène, Corso fleuri, Interrogations écrites, Trucs et Ficelles, Le Gros Chat du marché... Enfin, il s'exprime quelques fois dans un registre poétique, intimiste et très personnel (Tout m'étonne, Neige, La Tête ailleurs), mais aussi dans celui de la fantaisie la plus débridée, flirtant avec l'absurde et le surréalisme : Un petit oiseau bleu, La Sole à Filou,  La Java sans modération, Paris-Guingamp, Folie douce, Le Grand Glouton, Tango pollué, Monsieur Blanc, Les Bigoudis par douze. Plus rarement, il ose la gravité : Le Maître d'école, De l'autre côté du mur, Deux minutes fugitives, ou encore l'étrange La Tour d'ivoire, La Foire du trône, Les Visiteurs d'Andromède, La Fille aux yeux rouges.
Sur scène, il lui arrive de mêler à ses chansons des sketches où l'humour le dispute à l'absurde ou à la parodie.

## Discographie
- 1977 : Le Président et l'Éléphant
- 1978 : Nettoyage de printemps…
- 1980 : Kaléidoscope (réédité en CD en 1989, avec en plus les 6 dernières chansons de Nettoyage de printemps)
- 1981 : Live in Chatou (11 titres dont 3 inédits enregistrés en public)
- 1983 : Folie douce
- 1985 : L'Année du Rat
- 1988 : Travelling
- 1994 : Ici
- 1996 : Tout m'étonne (18 titres réenregistrés + 3 inédits)
- 1999 : La Tête ailleurs
- 2003 : Dimanche après-midi (11 titres réenregistrés en 2002 + 5 inédits)
- 2003 : Laffaille piano-voix (avec Léo Nissim)
- 2010 : Gilbert Laffaille et Nathalie Fortin en public à l'Esprit Frappeur (18 chansons et sketches enregistrés en Suisse, fin novembre 2009, Traficom Musik).
- 2013 : Le Jour et la Nuit (arrangements de Nathalie Fortin, Traficom Musik/L'Autre Distribution)

### Compilations
- 1998 : Introuvables (12 titres de 1978 à 1988)
- 2020 : Les Beaux Débuts ! (coffret de 3 CD, 69 titres de 1977 à 1988, Traficom Musik/EPM)
- 2023 : La Valse bleue (coffret de 3 CD, 64 titres de 1994 à 2010, Traficom Musik/EPM)